# Фландрская армия
Фландрская армия (исп. Ejército de Flandes, нидерл. Leger van Vlaanderen) — армия Испанской империи, размещавшаяся на территории Габсбургских Нидерландов в 1567—1706 годах; дольше всего существовавшая постоянная армия того периода.

## Создание армии

«Испанская дорога», по которой перебрасывались войска во Фландрию

В середине XVI века в Семнадцати провинциях начались восстания, поднятые кальвинистами, и испанский король Филипп II решил отправить на помощь штатгальтеру Маргарите Пармской значительные войска. В 1567 году из северной Италии по маршруту, ставшему впоследствии известным как «Испанская дорога», в Семнадцать провинций было решено отправить 8000 пеших и 1200 конных солдат, которые должны были составить ядро испанской армии в Нидерландах. Предполагалось, что это войско вырастет до 60 тысяч пеших и 10 тысяч конных солдат, его командиром стал Фернандо Альварес де Толедо, герцог Альба.
Затем испанские власти сочли, что 70 тысяч человек — это слишком много и уж точно слишком дорого, и в итоге на север было отправлено 10 тысяч испанцев и полк ландскнехтов набранный в Германии. Прибыв в Нидерланды, они присоединились к 10 тысячам валлонов и немцев, уже находившихся на службе у Маргариты Пармской. Опираясь на этих профессиональных солдат, образовавших Фландрскую армию, герцог Альба начал массовые репрессии. Из 12 тысяч арестованных человек около 1 тысячи было приговорено к смертной казни, у остальных было конфисковано имущество.

## Комплектование армии и вспомогательные структуры
Изначально, в 1567 году, во Фландрской армии было порядка 20 тысяч человек. Разгромив Вильгельма Оранского, испанцы планировали в следующем году сократить её до 3200 человек валлонской пехоты и 4000 человек испанской пехоты, которые должны были быть размещены вдоль границ Нидерландов, а в глубине территории планировалось поместить стратегический резерв из 4000 человек испанской пехоты и 500 человек лёгкой кавалерии. Однако Нидерландская революция привела к тому, что начался рост численности армии, и к 1574 году её размер достиг (по крайней мере на бумаге) 86 тысяч человек.
Лучшими солдатами считались испанцы, но местное население их особенно не любило, и было два случая, когда, чтобы успокоить местных жителей, испанцев выводили из Нидерландов. Солдат в армию набирали как в католических владениях Габсбургов, так и путём найма в других частях Европы. В 1590-х годах в Европе шла целая конкуренция между вербовщиками: требовались солдаты для Фландрской армии, для прочих владений империи Габсбургов, и для участия в религиозных войнах во Франции. Аналогичная конкуренция имела место в начале XVII века: требовались солдаты как во Фландрскую армию, так и в габсбургскую армию в Венгрии. Необходимость содержания крупной армии во Фландрии вызвала перенапряжение испанских финансов, так как параллельно требовалось содержать крупные военные силы в Средиземноморье для борьбы с турками. Оплата была фиксированной: до 1634 года солдат получал три эскудо в день, с 1634 года оплата была увеличена до четырёх эскудо в день.
Несмотря на то, что армию обычно комплектовали из добровольцев, в чрезвычайных обстоятельствах использовались и другие методы: сформировав один раз для боевых действий во Фландрии терцию из преступников-каталанцев, Филипп II впоследствии продолжал посылать туда преступников-каталанцев всё время своего нахождения на престоле.
Различные современные вспомогательные военные структуры зачастую появлялись во Фландрской армии раньше, чем в прочих армиях того времени. Так, в 1567 году герцог Альба открыл в Мехелене военный госпиталь, который был закрыт на следующий год, но впоследствии, по многочисленным требованиям мятежных солдат, был вновь открыт в 1595 году. В этом госпитале работало 49 человек и имелось 330 коек, его содержание частично оплачивали войска. Позднее был открыт дом инвалидов, в 1596 году была создана служба попечителей для решения вопросов, связанных с наследством солдат, погибших на службе. С 1609 года для размещения армии вне территории основных городов стали строиться небольшие казармы — впоследствии эта система была перенята другими странами.

## Участие Фландрской армии в Нидерландской революции

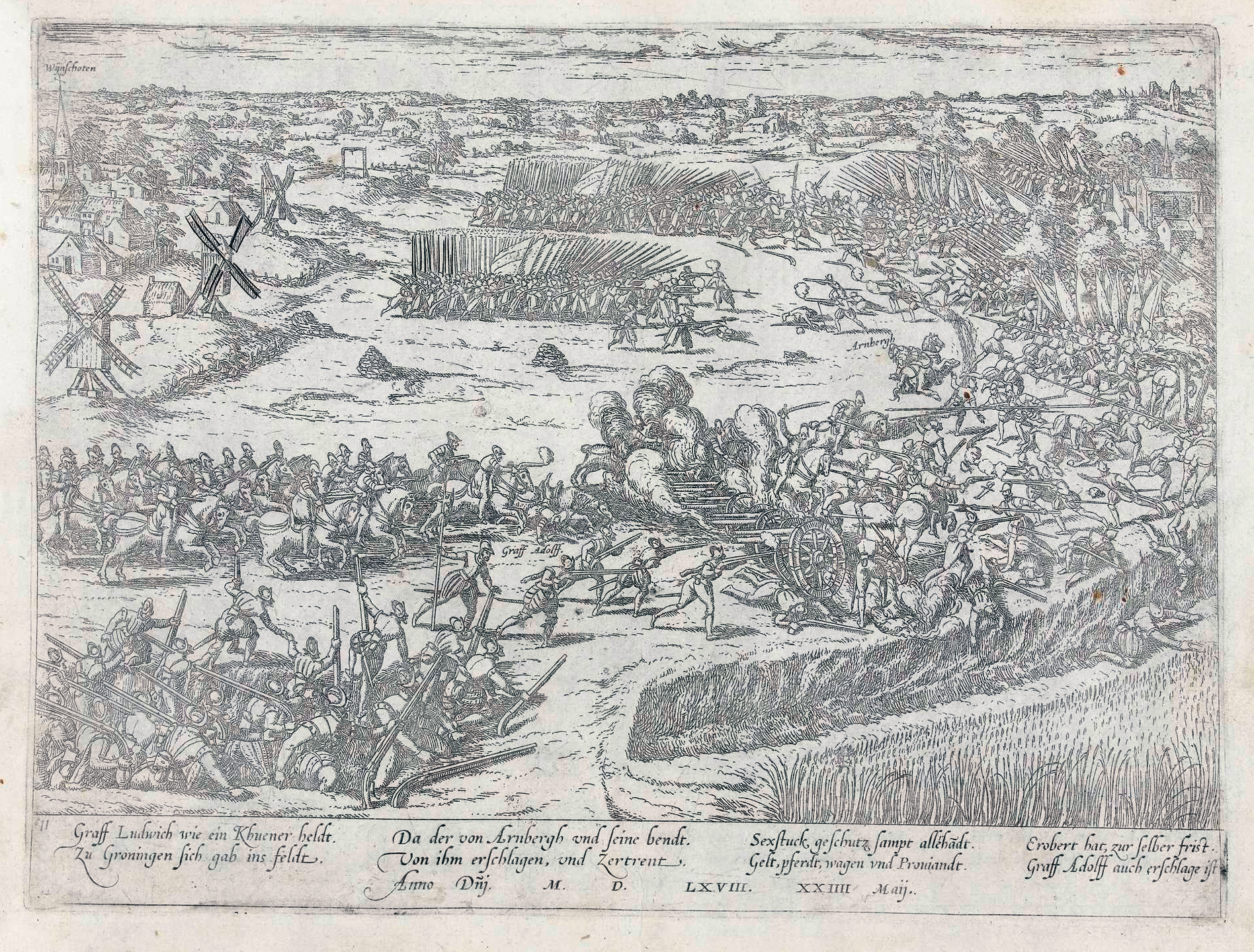
Битва при Гейлигерлее

Введя Фландрскую армию в Нидерланды, герцог Альба, несмотря на проигрыш битвы при Гейлигерлее, смог подавить восстания на севере и успокоить страну до новой вспышки выступлений, произошедшей в 1572 году. В 1573 году герцог Альба, неспособный справиться с кризисом, был заменён на Луиса де Рекесенса-и-Суньигу. Банкротство испанской короны в 1575 году оставило Рекесенса-и-Суньигу без средств на содержание армии. Фландрская армия взбунтовалась и, после смерти Рекесенса-и-Суньиги в 1576 году, фактически перестала существовать, распавшись на множество мятежных группировок. Принявший командование над войсками Хуан Австрийский попытался восстановить дисциплину, но не смог предотвратить разграбление Антверпена.
Когда в 1578 году испанским наместником Нидерландов стал Алессандро Фарнезе, то территория окончательно раскололась на мятежный Север и лояльный Юг. Фарнезе сосредоточился на восстановлении испанского контроля над Югом, отбив Антверпен и другие крупные города региона. Так как в этот момент Испания ввязалась в войну с Англией, то Фландрская армия была перенацелена со своей обычной задачей усмирения Нидерландов на подготовку к высадке в Англии, и передислоцировалась в Остенде и Дюнкерк. Разгром «Непобедимой армады» помешал претворению этого плана в жизнь.
В 1592 году Алессандро Фарнезе сменил Петер Эрнст I, в 1594 году новым губернатором стал эрцгерцог Австрии Эрнст, а в 1595 году (после смерти Эрнста) — Альбрехт VII Австрийский. В связи с тем, что в это время Испания вмешалась в религиозные войны во Франции, Фландрская армия перенацелилась на юг, для противодействия Франции, и север Испанских Нидерландов стал де-факто независимым. Несмотря на то, что испанцам так и не удалось отвоевать Север, в начале XVII века Фландрская армия оставалась серьёзным противником Армии Генеральных штатов

## Мятежи Фландрской армии

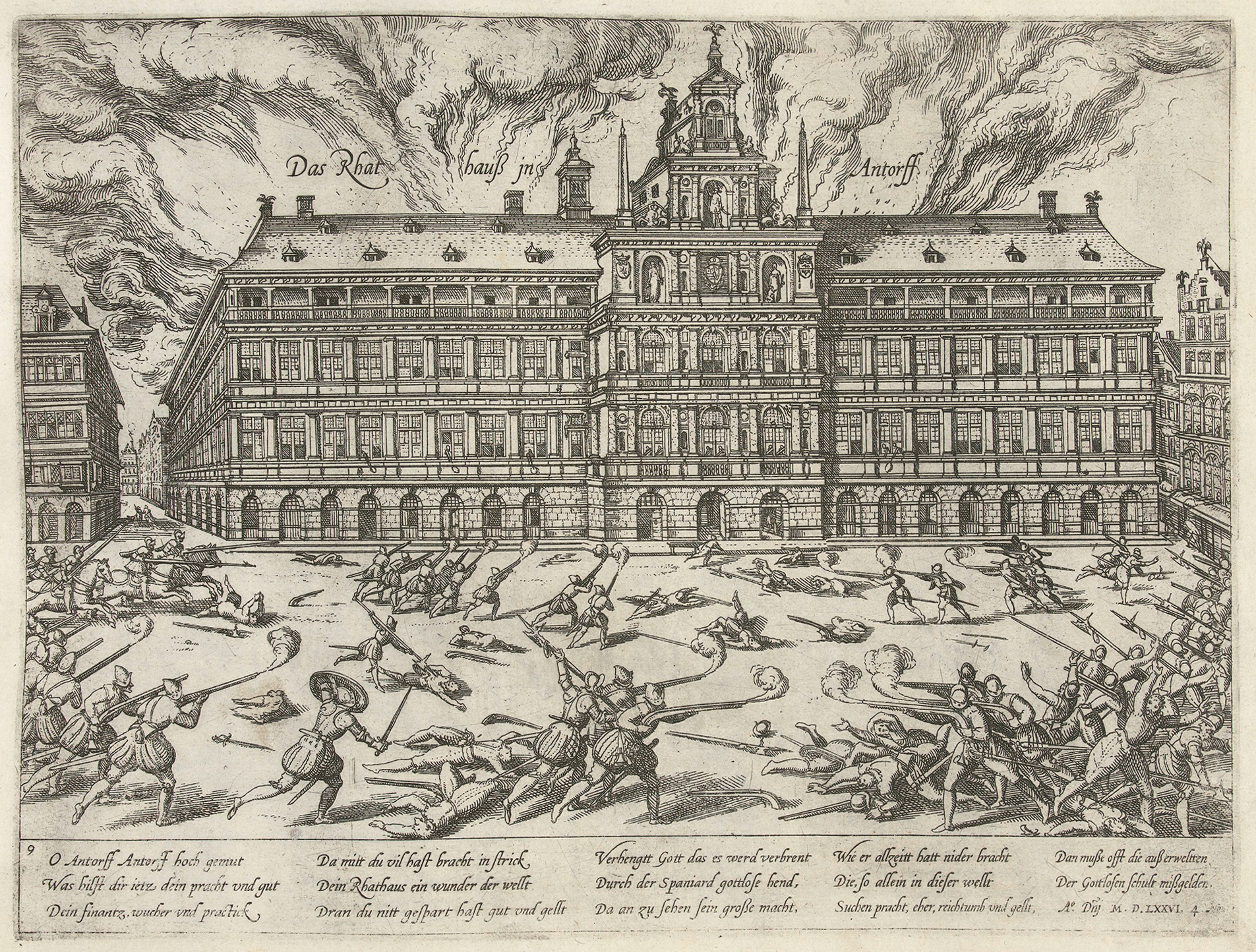
Разграбление Антверпена мятежной Фландрской армией

Благодаря золоту и серебру, поступавшим из Американских колоний, Испания была единственным государством Европы того времени, способным содержать армию такого размера так далеко от метрополии. Тем не менее это финансовое бремя оказалось в итоге непосильным даже для неё: если в 1568 году на содержание Фландрской армии шло 1.873.000 флоринов в год, то в 1574 году требовалось уже 1.200.000 флоринов в месяц, Кастилия же могла отправлять ежемесячно не более 300.000 флоринов, и собираемые в Испанских Нидерландах налоги также не могли исправить ситуации. Банкротство испанской короны в 1575 году привело к полному прекращению поступления денег. В результате в период с 1572 по 1609 годы во Фландрской армии произошло более 45 мятежей, вызванных невыплатой жалованья.
Мятежи приводили к проблемам трёх видов. Во-первых, отказывающиеся воевать солдаты путали планы испанского командования. Во-вторых, в поисках средств к существованию солдаты грабили местное население, ещё больше уменьшая его лояльность по отношению к испанской короне. В-третьих, вызываемые солдатскими мятежами перерывы в военных действиях позволяли нидерландским повстанцам компенсировать военные потери.

## Участие Фландрской армии в Тридцатилетней войне

Битва на Белой Горе — победа Фландрской армии и Армии Католической лиги

В первых кампаниях Тридцатилетней войны Фландрская армия, будучи мобильной полевой армией, сыграла важную роль для сторонников императора Священной Римской империи. В 1620 году 20-тысячная Фландрская армия под командованием Амброзио Спинолы вошла в Нижний Пфальц и, соединившись с армией Католической лиги, разгромила войска протестантов в Битве на Белой Горе. После этого, обойдя с фланга Нидерланды, Спинола приступил в Осаде Бреды, которая в итоге капитулировала в 1624 году. Осада, однако, вызвала перенапряжение испанских финансов и, будучи не в силах компенсировать понесённые потери, Фландрская армия перешла к обороне.

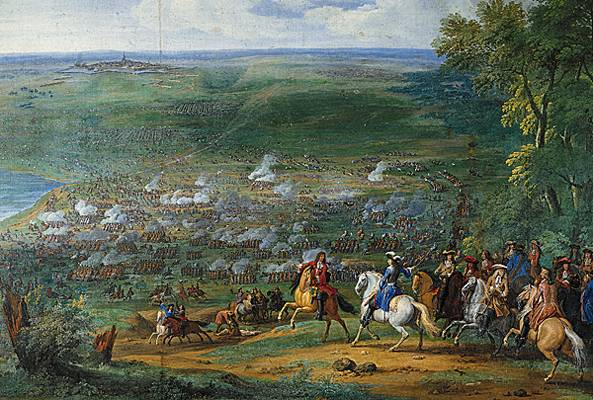
Битва при Рокруа

В 1634 году испанцы перебросили из Италии по «испанской дороге» свежие подкрепления под командованием Фердинанда Австрийского, которые по пути разгромили шведов в битве при Нёрдлингене. Однако испанские успехи были парированы тем, что на стороне Нидерландов выступила Франция.
Поначалу Фландрская армия действовала во франко-испанской войне успешно, форсировав в 1636 году Сомму и создав угрозу Парижу. Однако в последующие годы мощь французских войск нарастала, что привело в 1643 году к сокрушительному поражению Фландрской армии в Битве при Рокруа. Столь резкое изменение стратегической ситуации вынудило Испанию начать переговоры, которые в итоге привели к Вестфальскому миру в 1648 году. Этот мир завершил войну в Германии, но война с Францией и Нидерландами продолжалась.

## Последние годы существования армии

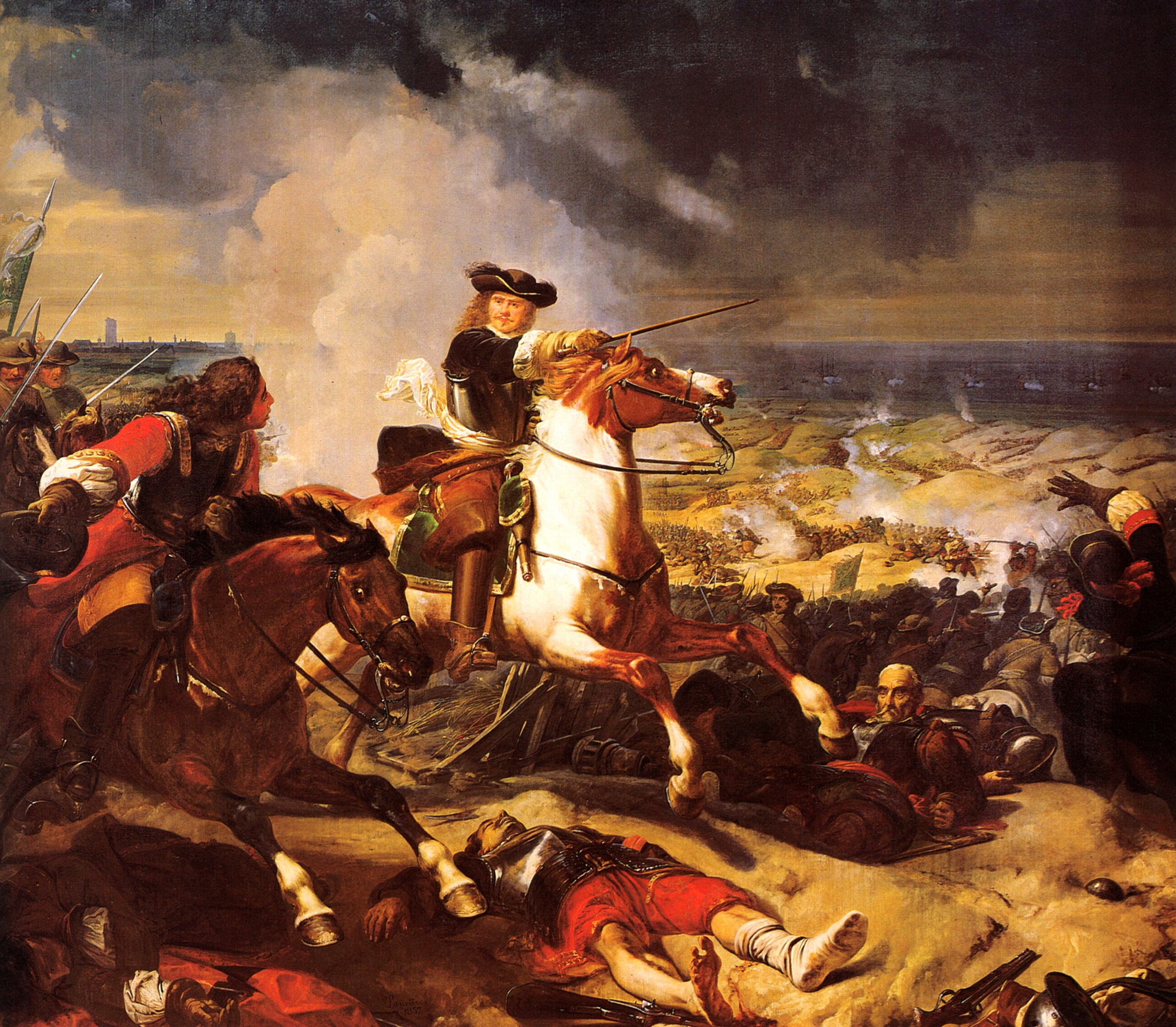
Битва в дюнах

После битвы при Рокруа во Фландрской армии оставалось 6 тысяч человек, не успевших к сражению. Большие расходы испанского правительства во время Тридцатилетней войны не позволили существенно восстановить вооружённые силы, и в 1658 году Фландрская армия была разгромлена французами в Битве в дюнах. Испания была вынуждена подписать Пиренейский мир.
Во второй половине XVII века у Испании не хватало средств на содержание большой Фландрской армии, она зачастую уже пополнялась не добровольцами, а военнопленными, либо рекрутами, поставляемыми населёнными пунктами по результатам жеребьёвки. Тем не менее, несмотря на отвратительное материальное положение солдат, мятежей, подобных бывшим в прошлом столетии, не происходило.
Разразившаяся в 1701 году Война за испанское наследство привела к крушению испанской государственной машины и исчезновению системы, на которую опирались войска. В 1706 году Фландрская армия была официально ликвидирована.